# The Cardinal
The Cardinal is een Amerikaanse dramafilm uit 1963 onder regie van Otto Preminger. Het scenario is gebaseerd op dat uit de gelijknamige roman uit 1950 van de Amerikaanse auteur Henry Morton Robinson.

## Verhaal
Stephen Fermoyle is een Ierse Amerikaan uit Boston die het van een eenvoudige katholieke priester brengt tot de deken van het College van Kardinalen. Fermoyle maakt verschillende geloofscrises door, eerst in zijn parochie in Boston en later als kardinaal in het Vaticaan.

## Rolverdeling
| Acteur             | Personage                |
| ------------------ | ------------------------ |
| Tom Tryon          | Stephen Fermoyle         |
| Carol Lynley       | Mona / Regina Fermoyle   |
| Dorothy Gish       | Celia                    |
| Maggie McNamara    | Florrie                  |
| Bill Hayes         | Frank                    |
| Cameron Prud'Homme | Din                      |
| Cecil Kellaway     | Monseigneur Monaghan     |
| Loring Smith       | Cornelius J. Deegan      |
| John Saxon         | Benny Rampell            |
| James Hickman      | Pastoor Lyons            |
| Berenice Gahm      | Mevrouw Rampell          |
| John Huston        | Glennon                  |
| Jose Duvall        | Ramon Gongaro            |
| Peter MacLean      | Pastoor Callahan         |
| Robert Morse       | Bobby                    |
| Billy Reed         | Ceremoniemeester         |
| Pat Henning        | Hercule Menton           |
| Burgess Meredith   | Pastoor Ned Halley       |
| Jill Haworth       | Lalage Menton            |
| Russ Brown         | Dr. Heller               |
| Raf Vallone        | Kardinaal Quarenghi      |
| Tullio Carminati   | Kardinaal Giacobbi       |
| Ossie Davis        | Pastoor Gillis           |
| Francesco Mancini  | Ceremoniemeester         |
| Dino Di Luca       | Italiaanse kardinaal     |
| Donald Hayne       | Pastoor Eberling         |
| Chill Wills        | Monseigneur Whittle      |
| Arthur Hunnicutt   | Sheriff Dubrow           |
| Doro Merande       | Vrouw                    |
| Patrick O'Neal     | Cecil Turner             |
| Murray Hamilton    | Lafe                     |
| Romy Schneider     | Annemarie                |
| Peter Weck         | Kurt von Hartman         |
| Rudolf Forster     | Dronkenman op het bal    |
| Josef Meinrad      | Kardinaal Innitzer       |
| Dagmar Schmedes    | Mevrouw Walter           |
| Erik Frey          | Seyss-Inquart            |
| Josef Krastel      | Bediende van Von Hartman |
| Matthias Fuchs     | Pastoor Neidermoser      |
| Vilma Degischer    | Zuster Wilhelmina        |
| Wolfgang Degischer | Duitse majoor            |
| Jürgen Wilke       | Luitenant                |
| Wilma Lipp         | Soliste                  |
| Eric van Nuys      |                          |
| Stefan Skodler     |                          |

## Prijzen en nominaties
| Jaar | Prijs         | Categorie               | Genomineerde(n)               | Uitslag     |
| ---- | ------------- | ----------------------- | ----------------------------- | ----------- |
| 1963 | Oscars        | Beste regie             | Otto Preminger                | Genomineerd |
| 1963 | Oscars        | Beste mannelijke bijrol | John Huston                   | Genomineerd |
| 1963 | Oscars        | Beste camerawerk        | Leon Shamroy                  | Genomineerd |
| 1963 | Oscars        | Beste productieontwerp  | Lyle R. Wheeler Gene Callahan | Genomineerd |
| 1963 | Oscars        | Beste kostuumontwerp    | Donald Brooks                 | Genomineerd |
| 1963 | Oscars        | Beste montage           | Louis R. Loeffler             | Genomineerd |
| 1963 | Golden Globes | Beste dramafilm         | Otto Preminger                | Gewonnen    |
| 1963 | Golden Globes | Beste mannelijke bijrol | John Huston                   | Gewonnen    |